# Scopula regenerata
Scopula regenerata är en fjärilsart som beskrevs av Fabricius 1794. Scopula regenerata ingår i släktet Scopula och familjen mätare. Inga underarter finns listade.